# Plectorhinchus
Plectorhinchus – rodzaj ryb z rodziny luszczowatych (Haemulidae).

## Klasyfikacja
Gatunki zaliczane do tego rodzaju:
| - Plectorhinchus albovittatus - Plectorhinchus ceylonensis - Plectorhinchus chaetodonoides - Plectorhinchus chrysotaenia - Plectorhinchus chubbi - Plectorhinchus cinctus - Plectorhinchus diagrammus - Plectorhinchus flavomaculatus - Plectorhinchus gaterinus – parma luszczyniec - Plectorhinchus gibbosus - Plectorhinchus lessonii - Plectorhinchus lineatus – parma pasiasta - Plectorhinchus macrolepis - Plectorhinchus macrospilus | - Plectorhinchus mediterraneus – parma - Plectorhinchus multivittatus - Plectorhinchus obscurus - Plectorhinchus paulayi - Plectorhinchus pictus – parma plamkowana - Plectorhinchus picus - Plectorhinchus plagiodesmus - Plectorhinchus playfairi - Plectorhinchus polytaenia - Plectorhinchus schotaf - Plectorhinchus sordidus - Plectorhinchus umbrinus - Plectorhinchus vittatus – parma czarnopasa |

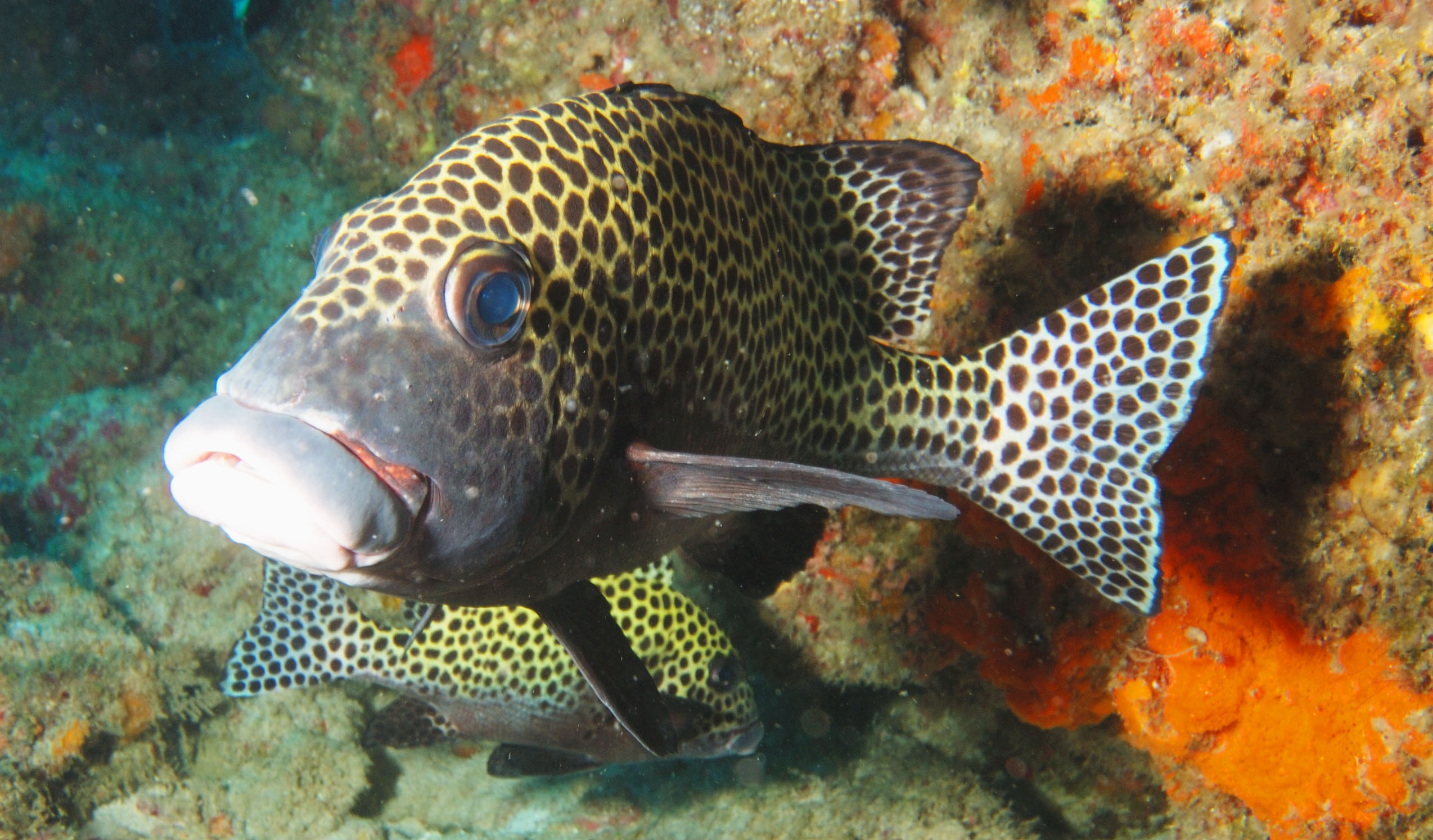
Plectorhinchus chaetodonoides
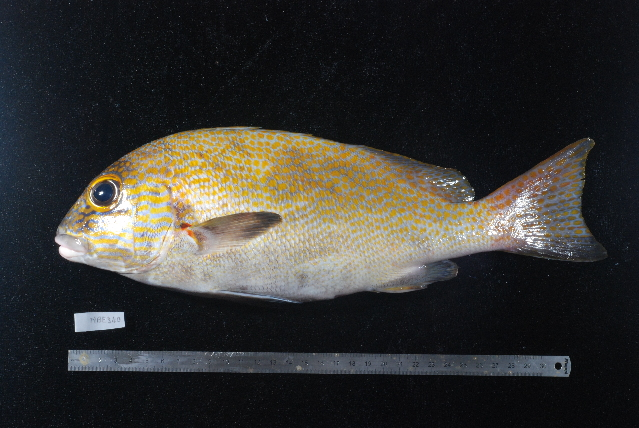
Plectorhinchus flavomaculatus
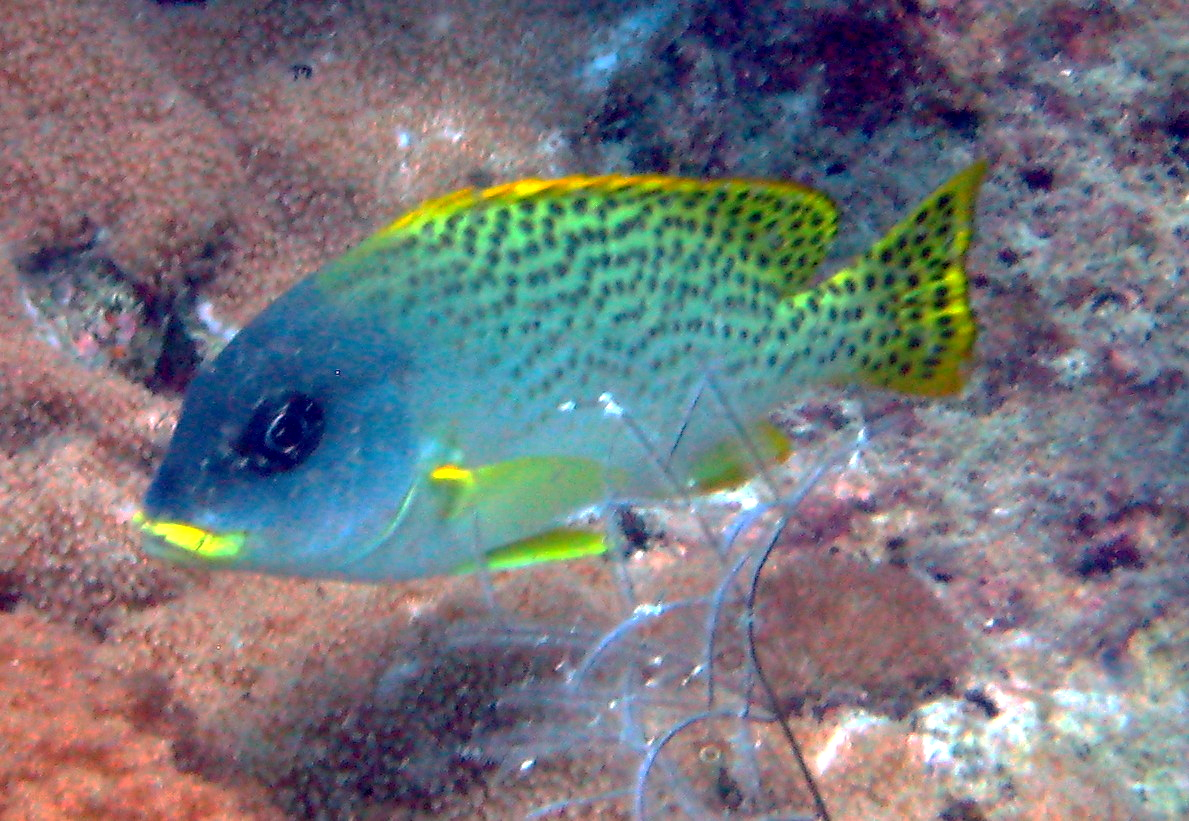
Plectorhinchus gaterinus
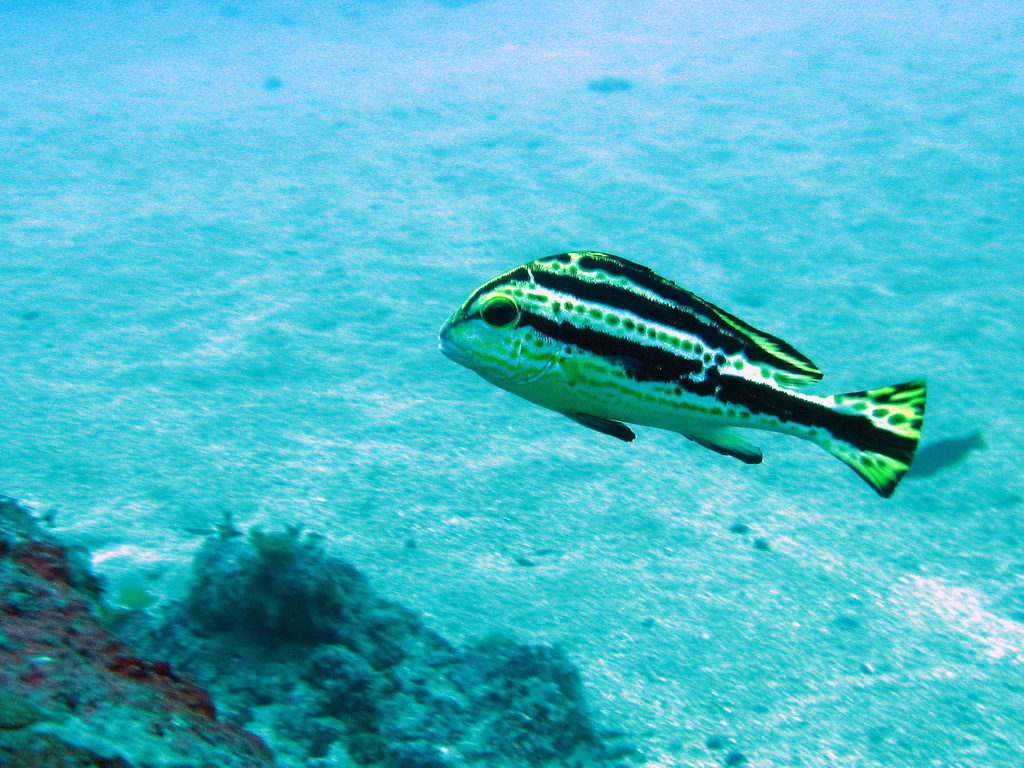
Plectorhinchus lessonii
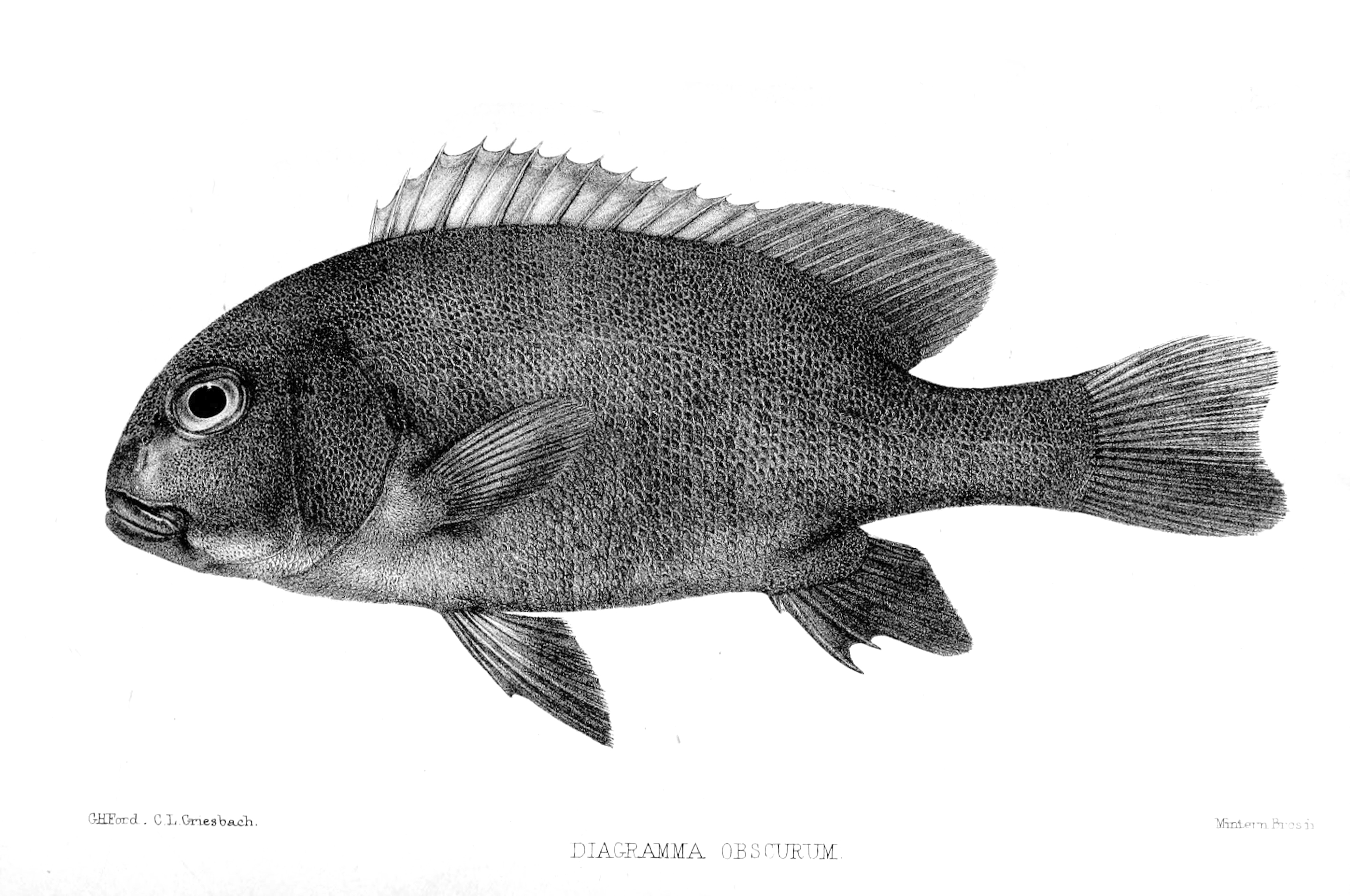
Plectorhinchus obscurus
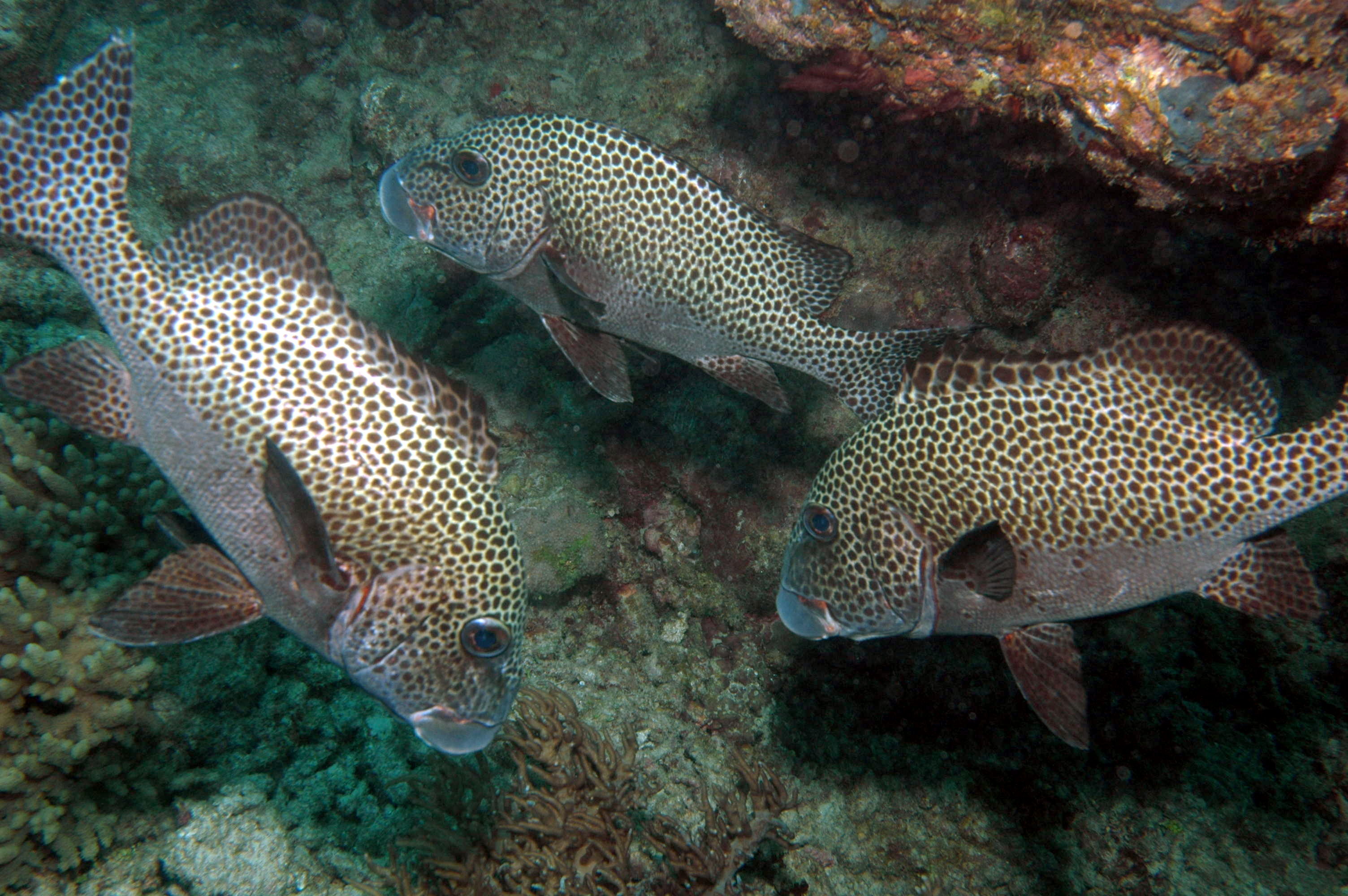
Plectorhinchus picus
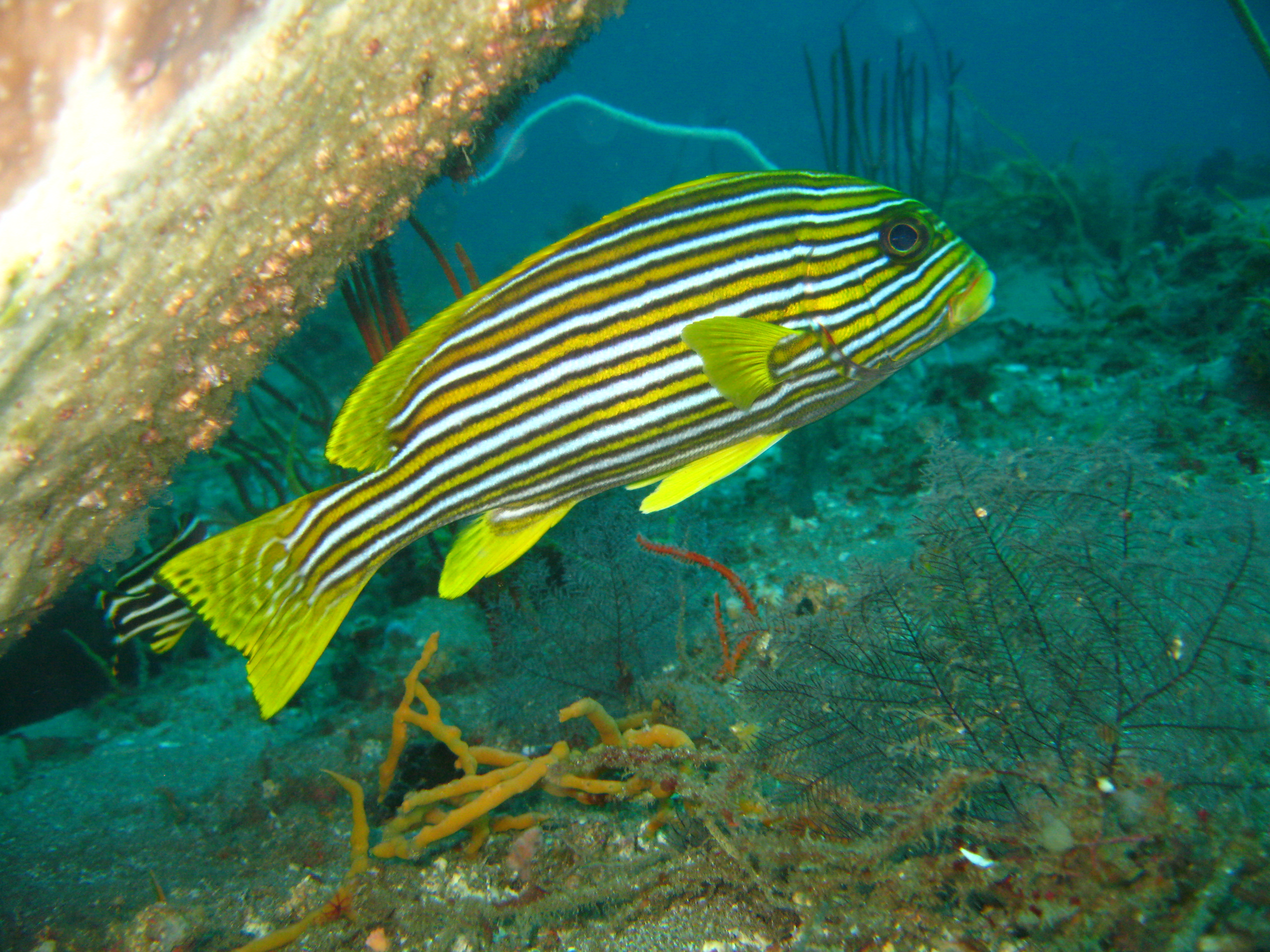
Plectorhinchus polytaenia
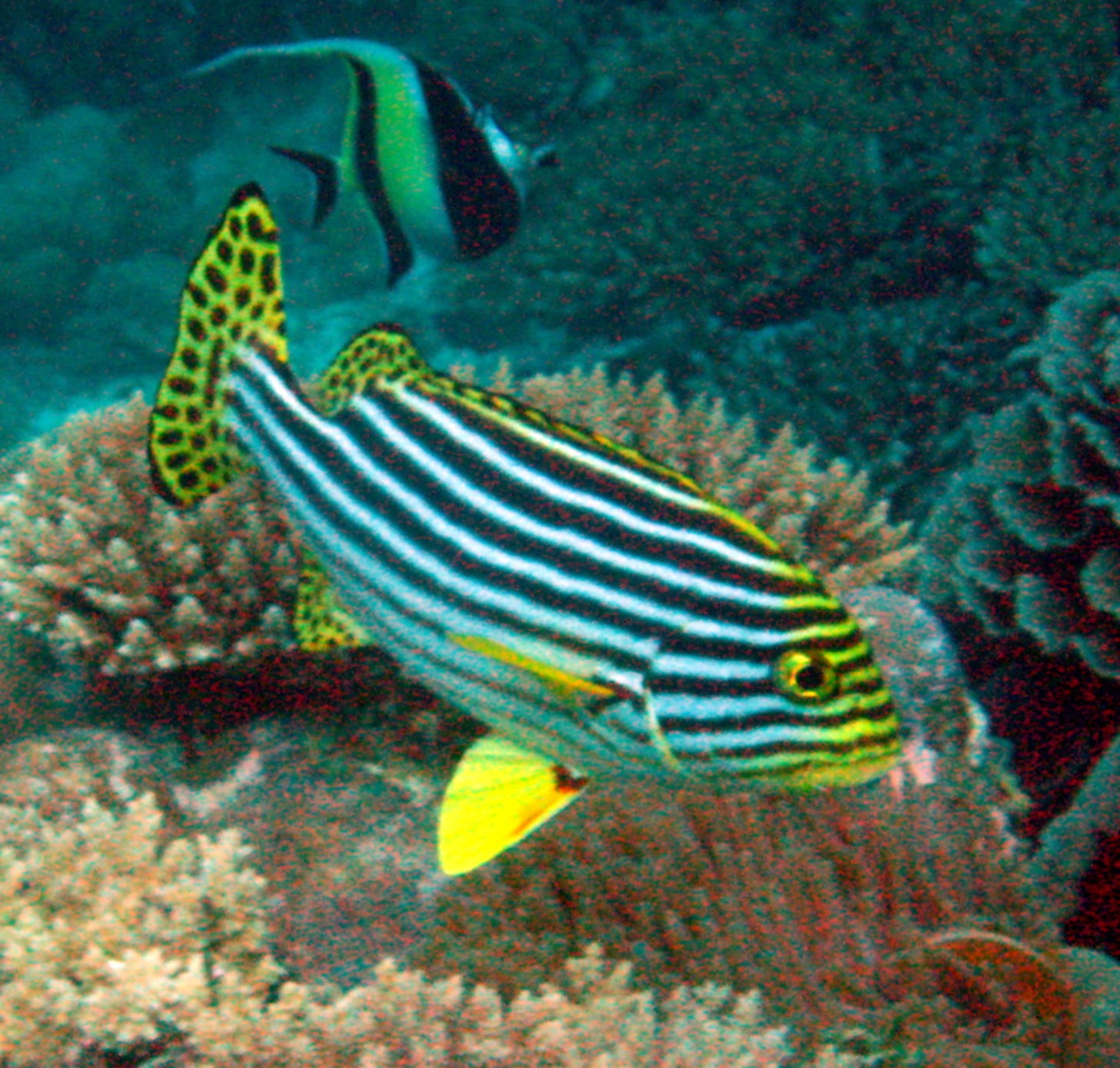
Parma czarnopasa